# Викстрем, Тертту Ульясовна
Те́ртту У́льясовна Ви́кстрем (2 октября 1932, Ленинград, РСФСР, СССР — 3 января 1990) — советская журналистка, прозаик, поэтесса и переводчица с финского языка. Заслуженный работник культуры Карельской АССР.

## Биография
Викстрем работала издательницей художественной литературы в Карельском издательстве в Петрозаводске, а с 1961 по 1982 год была редактором издателя финской художественной литературы.
Викстрем переводила русскоязычную литературу на финский и произведения финских авторов (Марья-Леена Миккола, Нестори Парккари, Хелла Вуолийоки, Ульяс Викстрем, Антти Тимонен, Тайсто Хуусконен) на русский язык.
Тертту Викстрем была дочерью Ульяса Викстрема, писателя, переехавшего в Россию во время Гражданской войны.  Её супругом стал Владимир Маснин, возглавлявший филиал издательства «Прогресс». 

## Работы
- История Ахинкоски: книга-повествование . Карельский издательский дом, Петрозаводск 1976 г.
- Пьющие жизнь: миниатюрная проза. Карелия, Петрозаводск 1981 г.
- Тимпа, маленький человек: рассказы о жизни маленького мальчика. Карельский издательский дом, Петрозаводск 1983 г.
- В тиши ночной рождается утренняя моль: стихи разных лет. Карельский издательский дом, Петрозаводск 1984 г.
- Мой путь на полпути: стихи. Карельский издательский дом, Петрозаводск 1987 г.
- Оливия и Оливер: фантастическая история  Карелия, Петрозаводск 1993 г.

## Редакционная работа
- Кизи-Аарресаари: Музей народной архитектуры и этнологии Карельской АССР: путеводитель ; изд. В. О. Ахвенинен и Т. У. Викстрем. Карельское книжное издательство, Петрозаводск 1967 г.
- Карельские сказки ; иллюстрации Николая Брюханова ; под редакцией Тертту Викстрем. Карелия, Петрозаводск 1978 г.
- Смело, с пылающей грудью. . .: Финские ветераны вспоминают классовой войны ; составлен Матвеем Мазаевым ; изд. Тертту Викстрем и Милья Хитти . Карелия, Петрозаводск 1978 г.
- Весенняя лавина: издание карельских писателей и карандашей ; редакторы Тертту Викстрем, Виено Левянен . Карелия, Петрозаводск 1980 г.